# Governo dell'Irlanda del Nord
Il governo dell'Irlanda del Nord è, in generale, qualsiasi organismo politico eserciti autorità politica sull'Irlanda del Nord
L'Irlanda del Nord è stata riconosciuta come territorio separato sotto l'autorità della Corona britannica il 3 maggio 1921, ai sensi del Government of Ireland Act del 1920. La nuova Irlanda del Nord autonoma era formata da sei delle nove contee dell'Ulster, quattro contee a maggioranza unionista Antrim, Armagh, Down e Derry, e Fermanagh e Tyrone due delle cinque contee dell'Ulster a maggioranza nazionalista. In gran parte gli unionisti, almeno nella regione nord-orientale, hanno sostenuto la sua creazione mentre i nazionalisti si sono opposti. Successivamente, il 6 dicembre 1922, l'isola d'Irlanda divenne un dominion indipendente noto come Stato Libero d'Irlanda l'Irlanda del Nord esercitò immediatamente il suo diritto di rinunciare al nuovo Dominio.
Il primo governo dell'Irlanda del Nord fu il Comitato esecutivo del Consiglio privato dell'Irlanda del Nord, che esercitò tale autorità dal 1922 al 1972. Un Esecutivo dell'Irlanda del Nord fu creato in seguito alla firma dell'Accordo di Sunningdale nel 1974, mentre l'attuale Esecutivo dell'Irlanda del Nord sotto il Primo ministro e vice primo ministro, è stato creato dall'accordo di Belfast (Venerdì Santo) ed è stato in vigore a intermittenza dal 1999 ad oggi. L'Irlanda del Nord è stata anche governata dal Segretario di Stato per l'Irlanda del Nord, ministro del governo britannico, durante i periodi della Direct rule.